# Аусерд
Аусерд е град в южната част на Западна Сахара. В града има малко постоянни сгради, тъй като повечето от хората, които пребивават в Аусерд, са номади и идват да живеят в града само в определено време от годината.